# Redlands (Californië)
Redlands is een plaats (city) in de Amerikaanse staat Californië, en valt bestuurlijk gezien onder San Bernardino County.

## Demografie
Bij de volkstelling in 2000 werd het aantal inwoners vastgesteld op 63.591.
In 2006 is het aantal inwoners door het United States Census Bureau geschat op 70.382, een stijging van 6791 (10,7%).

## Geografie
Volgens het United States Census Bureau beslaat de plaats een oppervlakte van
92,6 km², waarvan 91,9 km² land en 0,7 km² water. Redlands ligt op ongeveer 361 m boven zeeniveau.

## Plaatsen in de nabije omgeving
De onderstaande figuur toont nabijgelegen plaatsen in een straal van 16 km rond Redlands.

## Geboren in Redlands
- Brion James (1945-1999), acteur
- Tyler Clary (1989), zwemmer
- Ashley Argota (1993), actrice
- Brandon Davis (1995), snowboarder